# Lythria trilinearia
Lythria trilinearia är en fjärilsart som beskrevs av Obraztsov 1934. Lythria trilinearia ingår i släktet Lythria och familjen mätare. Inga underarter finns listade i Catalogue of Life.